# Kalafuna

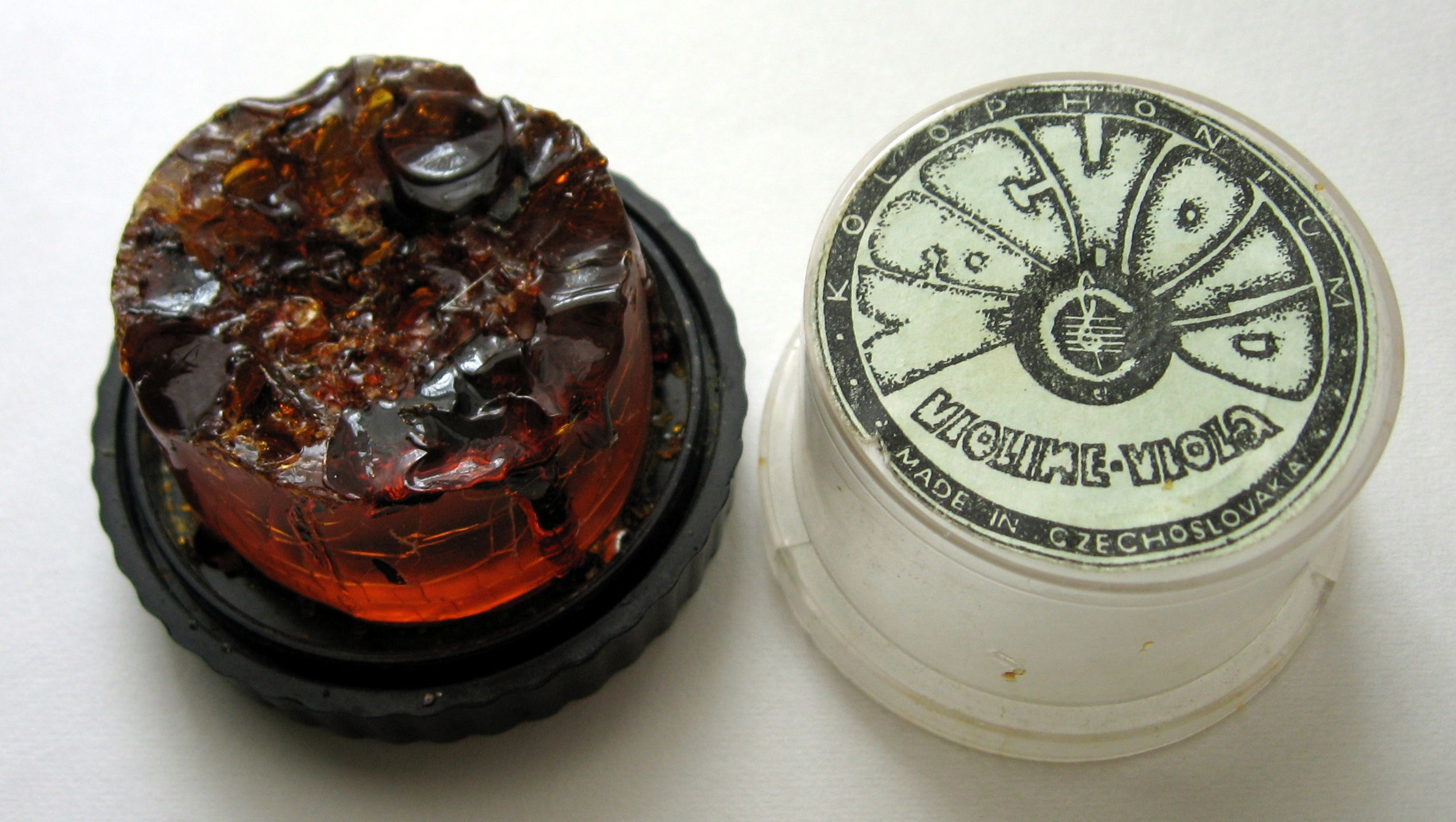
Váleček kalafuny

Kalafuna je destilační zbytek z pryskyřice borovic nebo získávaný při výrobě buničiny. Název je odvozen od starořeckého ionského města Kolofónu, které proslulo spolu s Chiem především vývozem pryskyřice.

## Vlastnosti
Chemicky jde o směs slabých organických kyselin. Při pokojové teplotě je nerozpustná ve vodě, s vysokým izolačním odporem a netečná vůči kovům.
Taje mezi 60–80 °C, plně tekutá při 120 °C. V horkém stavu reaguje jako silná kyselina. Má schopnost rozrušit tenké vrstvy oxidů při teplotách 200 °C za 1–2 s. Reakční schopnost kalafuny neodpovídá moderním požadavkům pájení, proto se přidávají aktivátory a další přísady, které zvětšují čisticí schopnost a zvyšují teplotní odolnost.
Rozpustná je v alkoholu, etheru, benzenu a chloroformu.

## Využití
- Používá se při pájení, jako tavidlo - čistidlo při pájení.
- Významné využití má v hudbě – u všech smyčcových nástrojů se kalafuna nanáší na žíně smyčců pro zvýšení třecího odporu.
- Dále se také používá při depilaci prasečích štětin při zabijačce.
- Používá se také při zpracování pryže pro zvýšení konfekční lepivosti (spojování pryžových dílů k sobě před vulkanizací).
- Pasta za tepla smísená z přírodní pryskyřice, lněného oleje a včelího vosku (popř. i terpentýnu) bývala používána k impregnaci a ochraně dřeva. V současné době se výrobci zabývající se ekologickou ochranou dřeva k těmto přírodním kombinacím a starým recepturám vracejí. Na podobné bázi se vyrábí klasický štěpařský vosk.